# Filmes cantantes
Os filmes cantantes foram um método de exibição e, posteriormente, de produção cinematográfica em que atores cantavam e dublavam ao vivo por trás da tela, sincronizando suas vozes com as imagens projetadas. Essa prática surgiu como uma forma de diferenciar a experiência de exibição de filmes e era comum em vários países, como nos Estados Unidos. No Brasil, a produção de filmes cantantes se intensificou a partir de 1908 no Rio de Janeiro, com nomes como Julio Ferrez, Emílio Silva e Alberto Botelho se destacando nesse movimento.

## História
Nas primeiras décadas do século XX, os filmes cantantes eram um método de exibição popular nos cinematógrafos, como os cinemas eram chamados. Devido à grande proximidade geográfica entre os estabelecimentos e à semelhança nas programações, buscavam-se diferenciais para atrair o público. Os donos dos cinematógrafos, então, contratavam atores para dublar e cantar ao vivo durante as projeções, posicionados atrás da tela.
Em 1908, após o sucesso dos filmes Os Estranguladores no Cinema-Palace e Nhô Anastácio Chegou de Viagem no Cine-Pathé, Cristóvão Guilherme “William” Auler e Alberto Moreira, proprietários do cinematógrafo Rio Branco, no centro do Rio de Janeiro, contrataram Julio Ferrez. Ferrez foi responsável por produzir A canção do aventureiro, da ópera Il Guarany, de Carlos Gomes, e a ária Barcarolle, da ópera O conto de Hoffman, de Offenbach. Essas foram, provavelmente, as primeiras produções pensadas para serem exibidas como filmes cantantes no Rio de Janeiro.
No início de 1909, Júlio Ferrez filmou outros "cantantes" para o Cinematógrafo Rio Branco, a maioria com canções de ópera filmadas ao ar livre para economizar custos. Paralelamente, outros cineastas como Emílio Silva, Antonio Leal e Alberto Botelho também produziam filmes cantantes, com uma intensa concorrência entre os exibidores.
Buscando melhorar a qualidade dos filmes com baixo investimento, a empresa de Auler e Moreira firmou uma parceria com companhias teatrais. Dessa forma, eles não só utilizavam os figurinos e cenografias, mas também aproveitavam a própria encenação das peças em cartaz. Foi assim que Júlio Ferrez filmou A Viúva Alegre (1909), um filme cantante que fez enorme sucesso no Rio de Janeiro e chegou a fazer uma turnê por Santos e São Paulo.
O sucesso de público do Cinematógrafo Rio Branco impulsionou a produção de filmes cantantes no Rio de Janeiro entre o segundo semestre de 1909 e 1911.
No início de 1910, o cinematógrafo Rio Branco estreou o filme Paz e Amor (1910), que se tornou o filme cantante de maior sucesso na cidade, permanecendo em cartaz por várias semanas até um incêndio destruir o local. A trupe, então, passou a apresentar o filme em outros cinemas do Rio de Janeiro e em Niterói. No mesmo ano, a empresa também produziu o filme cantante O Chantecler (1910), ambos filmados por Alberto Botelho. Nesse mesmo período, o cinema Soberano (atual cinema Íris) estreou seu primeiro filme cantante, O Rio por um óculo, filmado por Emílio Silva com roteiro de Lima Barreto.

## Declínio
Apesar da intensa produção cinematográfica no Rio de Janeiro entre 1908 e 1911, a fusão entre o teatro e o cinema transformou as artes cênicas em poucos anos. As peças de teatro se tornaram mais curtas, mais baratas, em português e, muitas vezes, eram encenadas na mesma programação que os filmes.
Com o tempo, o teatro de sessões, que consistia em peças curtas apresentadas em um ato com ingressos mais baratos, foi se tornando mais popular que os filmes cantantes. Até 1912, os filmes cantantes praticamente desapareceram da programação no Rio de Janeiro.

## Nomenclatura
O termo "filmes cantantes" foi cunhado em 1985 pelo pesquisador de cinema Vicente de Paula Araújo. Na época, a imprensa os chamava de "fitas falantes", possivelmente em referência aos cinematógrafos falantes, onde as projeções eram acompanhadas de fonógrafos ou gramofones. Essa era uma das tentativas de sincronizar áudio e vídeo que existiam na época.

## Filmes[2]
- A Canção do Aventureiro, da ópera Il Guarany, de Carlos Gomes (1908)
- A Ária Barcarolle, da ópera O conto de Hoffman, de Offenbach (1908)
- A Viúva Alegre (1909)
- A Geisha (1909)
- Sonho de Valsa (1909)
- Inês de Castro (1909)
- Aventuras de Zé Caipora (1909)
- O Cometa (1910)
- O Rio por um Óculo (1910)
- Paz e Amor (1910)
- O Chantecler (1910)
- A Serrana (1911)
- O Cordão (1911)
- Dansarina Descalça (1911)